# Lucia Barbarigo
Lucia Barbarigo (* im 17. Jahrhundert; † erste Hälfte 1650er Jahre in Venedig) war, obwohl sie vielfach als Dogaressa genannt wurde, nie in diesem Staatsamt, da sie zur Zeit der Wahl ihres Ehemanns Giovanni Pesaro zum Dogen von Venedig (1658) bereits verstorben war. Die aus heutiger Sicht unzuverlässigen Listen der Dogaresse, wie sie sich in einer Reihe von Handschriften finden, führen, wie lange üblich, auch Lucia Barbarigo auf. Noch Edgcumbe Staley führt „Lucia Barbarigo – Pesaro (1658 – 1659)“ in seinem Werk The Dogaressas of Venice, erschienen 1910, ausdrücklich als eine der „Dogaressas“.

## Leben

### Herkunft
Lucia Barbarigo war eine Tochter des Andrea Barbarigo aus der Seitenlinie, dem ramo, di San Trovaso, und von dessen Frau Francesca Bernardo, die aus der Pfarrgemeinde San Tomà stammte. Damit gehörte sie zu einer der führenden Familien Venedigs. Ihr Bruder war Giovanni Bernardo, Prokurator von S. Marco, er füllte also den zweithöchsten Posten Venedigs nach dem Dogen aus, und einen der wenigen, der auf Lebenszeit verliehen wurde.

### Ehe mit Giovanni Pesaro
Lucia Barbarigo heiratete in eine Familie mit äußerst schlechtem Ruf ein. Das Paar blieb zudem kinderlos und damit ohne Erben. Der spätere Doge war darüber hinaus ein wenig erfolgreicher Armeeführer, zudem soll er sich selbst am Krieg bereichert haben.
Insgesamt stand die Familie also in schlechtem Ruf. Einer von Giovanni Pesaros Brüdern, Lucias Schwager Leonardo, war wegen des Mordes an dem  Adligen Polo Lion und der Verletzung einer Kurtisane namens Lucrezia Baglioni und weiterer Besucher einer Festivität auf Lebenszeit verbannt worden. Zudem verlor er seinen Status als Adliger und seinen privaten Besitz. Verbannt wurden auch seine Kumpane Camillo Trevisano und Gabriele Morosini, auf die sogar ein Kopfgeld ausgesetzt wurde. Erst nach 15 Jahren durfte Lucias Schwager zurückkehren, nachdem er zugesagt hatte, eine Hundertschaft Soldaten auszustatten und zu unterhalten.

## Heimliche Ehe Pesaros mit Maria da Santa Sofia
Offiziell heiratete Giovanni Pesaro nach dem Tod seiner Frau zwar nicht erneut, doch heimlich ehelichte er seine Hausangestellte Maria da Santa Sofia. Diese nennt er später ausdrücklich in seinem Testament, das eine Reihe von Klauseln zu ihrem Schutz gegen die Erben enthält, darunter die Androhung eines Bußgeldes von 5000 Dukaten bei Zuwiderhandlung. Eine solche Ehe galt im Stand dieser Familien als großer Makel, insbesondere auf dem Weg zum Dogenamt. Das Paar musste eine Reihe von Satiren ertragen, in denen man sich über die „pazia“ (‚Verrücktheit‘) einer so späten Ehe lustig machte, da Pesaro, geboren 1589, wohl bereits weit in den 60ern stand.

## Beisetzung in der Frarikirche
Beerdigt wurde Lucia Barbarigo, die wenige Jahre vor der Dogenwahl von 1658 starb, in der Kirche Santa Maria Gloriosa dei Frari, genauso wie ihr Ehemann.